# Ternate (Małe Wyspy Sundajskie)
Ternate (indonez. Pulau Ternate), także Pura Kecil – wyspa w Indonezji, jedna z wysp Alor, położona między Pantar a Alor.
Tę samą nazwę nosi wyspa Ternate w archipelagu Moluków.
Północny skrawek wyspy zamieszkują Alorczycy, posługujący się językiem alorskim z wielkiej rodziny austronezyjskiej. Na południu używane są języki reta i blagar (grupa alor-pantar).